# Kentucky Derby 1913
Kentucky Derby 1913 var den trettionionde upplagan av Kentucky Derby. Löpet reds den 10 maj 1913 över 1 1⁄4 miles (2 012 m). Löpet vanns av Donerail som reds av Roscoe Goose och tränades av Thomas P. Hayes.
Förstapriset i löpet var 4 850 dollar. Åtta hästar deltog i löpet efter att Prince Hermis, Sam Hirsch, Flying Tom och Floral Park strukits innan löpet. Segertiden 2.04.80 var nytt löprekord. Donerail var spelad till oddset 91–1, vilket är det högsta vinnaroddset för en häst i Kentucky Derby.

## Resultat
| P | S | Häst           | Jockey            | Tränare             | Ägare                          | Tid     |
| - | - | -------------- | ----------------- | ------------------- | ------------------------------ | ------- |
| 1 | 5 | Donerail       | Roscoe Goose      | Thomas P. Hayes     | Thomas P. Hayes                | 2:04.80 |
| 2 | 4 | Ten Point      | Merritt C. Buxton | Calvin Banks        | Anthony L. Aste                |         |
| 3 | 3 | Gowell         | John McCabe       | John T. Weaver      | John T. Weaver                 |         |
| 4 | 8 | Foundation     | Johnny Loftus     | William L. McDaniel | C. W. McKenna                  |         |
| 5 | 6 | Yankee Notions | Buddy Glass       | William H. Karrick  | Harry K. Knapp                 |         |
| 6 | 1 | Lord Marshall  | T. Steele         | J. Oliver Keene     | J. Oliver & G. Hamilton Keene  |         |
| 7 | 2 | Jimmie Gill    | Charles Borel     | Shelby West         | L. P. Doerhoefer & Shelby West |         |
| 8 | 7 | Leochares      | Charles Peak      | John F. Schorr      | John W. Schorr                 |         |

Segrande uppfödare: Thomas P. Hayes; (KY)